# Martini dry (film, 1928)
Pour l’article homonyme, voir Martini dry.

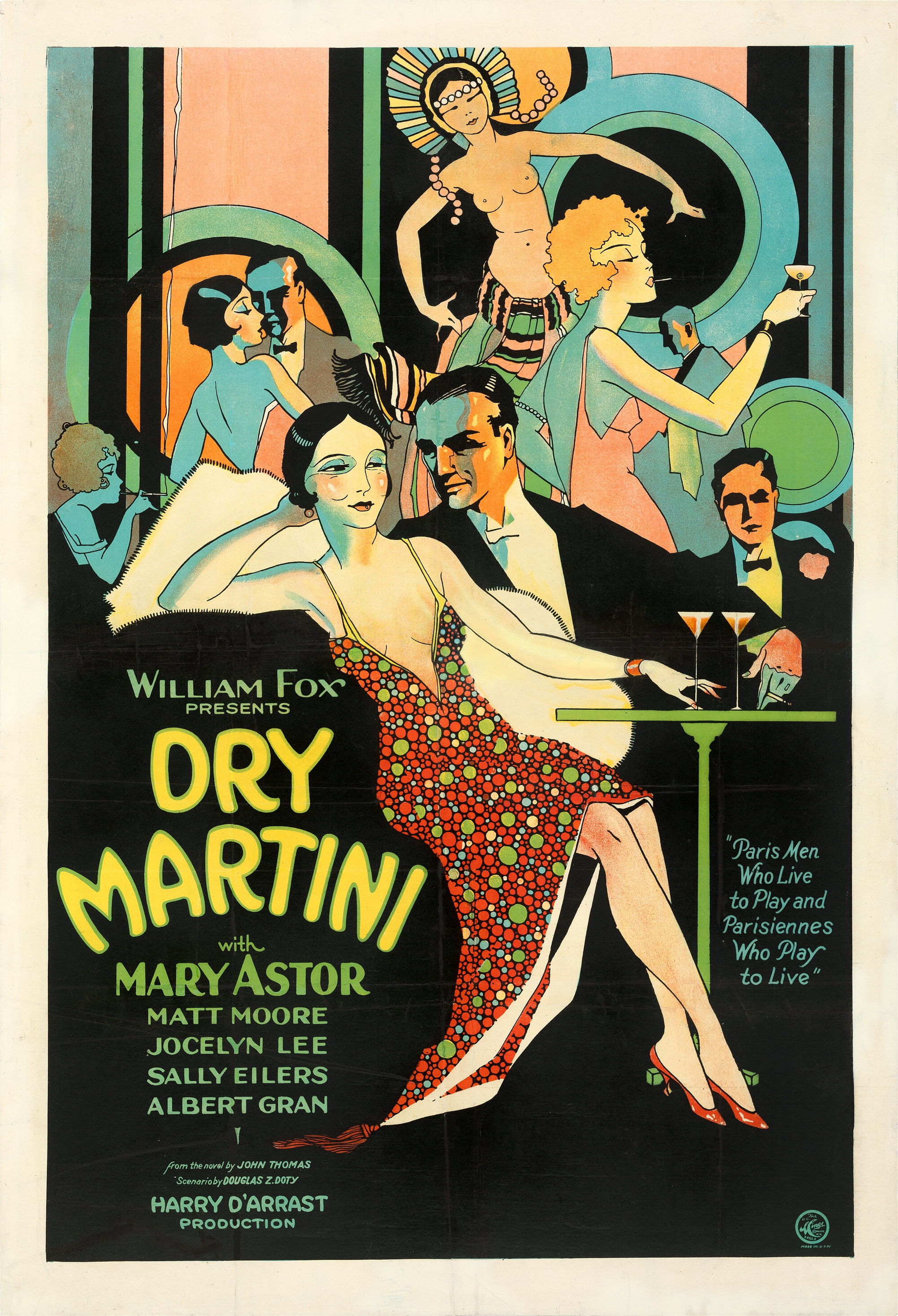
Affiche du film.

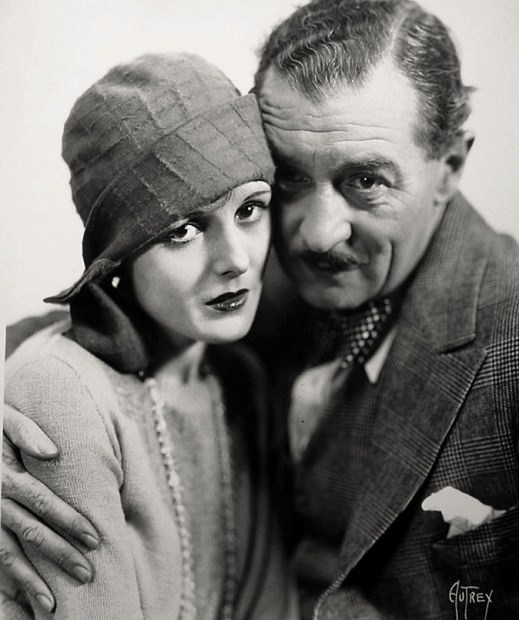
Mary Astor et Albert Conti, photo promotionnelle pour le film.

Martini dry (Dry Martini) est un film américain réalisé par Harry d'Abbadie d'Arrast et sorti en 1928. C'est un film sonore avec une bande son synchronisée, mais sans dialogues.

## Synopsis
Willoughby Quimby, un riche américain divorcé, vit à Paris depuis dix ans, lorsqu'il apprend que sa fille Elizabeth vient pour lui rendre visite. Il mène une vie de débauche, mais décide d'y renoncer  pendant son séjour. Elizabeth s'ennuie avec lui, alors elle commence à voir l'artiste libertin Paul De Launay. Le jeune ami de Quimby, Freddie Fletcher, sauve Elizabeth de ses griffes juste à temps. Après le mariage d'Elizabeth avec Freddie, son père revient à ses habitudes.

## Fiche technique
- Réalisation : Harry d'Abbadie d'Arrast
- Scénario : Douglas Z. Doty d'après le roman de John Thomas Dry Martini - A Gentleman Turns to Love[1]
- Producteur : William Fox
- Photographie : Conrad Wells
- Montage : Frank E. Hull
- Musique : Erno Rapee
- Durée : 80 minutes
- Date de sortie :
  - États-Unis : 7 octobre 1928

## Distribution
- Mary Astor : Elizabeth Quimby
- Matt Moore : Freddie Fletcher
- Sally Eilers : Lucille Grosvenor
- Albert Gran : Willoughby Quimby
- Albert Conti : Paul De Launay
- Tom Ricketts : Joseph
- Hugh Trevor : Bobbie Duncan
- John Webb Dillon : Frank
- Marcelle Corday : Mrs. Koenig